# Campeonato Paulista de Voleibol Masculino de 2020
O Campeonato Paulista de Voleibol Masculino de 2020 foi a 48ª edição desta competição organizada pela Federação Paulista de Volleyball. Iniciado em 11 de setembro até 16 de outubro.

## Participantes
| Equipe                | Cidade       | Em 2019   | Títulos |
| --------------------- | ------------ | --------- | ------- |
| EMS Taubaté/Funvic    | Taubaté      | 1º        | 6       |
| Sesi São Paulo        | São Paulo    | 3º        | 4       |
| Volei Renata          | Campinas     | 2º        | -       |
| Vôlei UM Itapetininga | Itapetininga | 4º        | -       |
| Vôlei Guarulhos       | Guarulhos    | estreante | -       |

## Forma de disputa
Na primeira fase as cinco equipes jogaram entre si em turno único. As quatro melhores equipes avançaram para as semifinais, já as duas equipes vencedoras desta fase passaram para a final do campeonato, com disputa do set de ouro em caso de empate.
A classificação foi gerida da seguinte forma:
1. Maior número de partidas ganhas.
2. Maior número de pontos obtidos, que são concedidos da seguinte forma:
  - Partida com resultado final 3-0: 5 pontos para o vencedor e 0 pontos para o perdedor.
  - Partida com resultado final 3-1: 4 pontos para o vencedor e 1 pontos para o perdedor.
  - Partida com resultado final 3-2: 3 pontos para o vencedor e 2 pontos para o perdedor.
3. Proporção entre pontos ganhos e pontos perdidos (razão de pontos).
4. Proporção entre os sets ganhos e os sets perdidos (relação Sets).
5. Se o empate persistir entre duas equipes, a prioridade é dada à equipe que venceu a última partida entre as equipes envolvidas.
6. Se o empate persistir entre três equipes ou mais, uma nova classificação será feita levando-se em conta apenas as partidas entre as equipes envolvidas.

## Primeira fase
Classificação da primeira fase.
Grupo A
|     |                    |     | Jogos | Jogos | Jogos | Resultados | Resultados | Resultados | Resultados | Resultados | Resultados | Sets | Sets | Sets  | Pontos | Pontos | Pontos |
| Pos | Equipe             | Pts | T     | V     | D     | 3–0        | 3–1        | 3–2        | 2–3        | 1–3        | 0–3        | V    | P    | R     | V      | P      | R      |
| --- | ------------------ | --- | ----- | ----- | ----- | ---------- | ---------- | ---------- | ---------- | ---------- | ---------- | ---- | ---- | ----- | ------ | ------ | ------ |
| 1   | Funvic/Taubaté     | 12  | 4     | 4     | 0     | 4          | 0          | 0          | 0          | 0          | 0          | 12   | 0    | MAX   | 300    | 212    | 1.415  |
| 2   | Vôlei Renata       | 9   | 4     | 3     | 1     | 2          | 1          | 0          | 0          | 0          | 1          | 9    | 4    | 2.250 | 330    | 290    | 1.138  |
| 3   | Vôlei Itapetininga | 6   | 4     | 2     | 2     | 0          | 2          | 0          | 0          | 1          | 1          | 7    | 8    | 0.875 | 315    | 356    | 0.885  |
| 4   | Vôlei Guarulhos    | 2   | 4     | 1     | 3     | 0          | 0          | 1          | 0          | 1          | 2          | 4    | 11   | 0.364 | 298    | 347    | 0.859  |
| 5   | SESI               | 1   | 4     | 0     | 4     | 0          | 0          | 0          | 1          | 2          | 1          | 4    | 12   | 0.333 | 347    | 385    | 0.901  |

## Fase final
A segunda fase é jogada pelas quatro equipes classificadas, sendo disputado em uma série de 2 jogos.
|  | Semifinais | Semifinais         | Semifinais |              |    | Final          | Final | Final |  |
|  |            |                    |            |              |    |                |       |       |  |
|  | 1º         | Funvic/Taubaté     | 2          |              |    |                |       |       |  |
|  | 1º         | Funvic/Taubaté     | 2          |              |    |                |       |       |  |
|  | 4º         | Vôlei Guarulhos    | 0          |              |    |                |       |       |  |
|  | 4º         | Vôlei Guarulhos    | 0          |              | 1º | Funvic/Taubaté | 0     |       |  |
|  |            |                    |            |              | 1º | Funvic/Taubaté | 0     |       |  |
|  |            |                    | 2º         | Vôlei Renata | 2  |                |       |       |  |
|  | 2º         | Vôlei Renata       | 2º         | Vôlei Renata | 2  | 2              |       |       |  |
|  | 2º         | Vôlei Renata       |            |              |    |                |       |       |  |
|  | 3º         | Vôlei Itapetininga | 0          |              |    |                |       |       |  |

### Semifinais
Grupo B
| Data  | Hora  |                  | Placar |                 | Set 1 | Set 2 | Set 3 | Set 4 | Set 5 | Total | Relatório |
| ----- | ----- | ---------------- | ------ | --------------- | ----- | ----- | ----- | ----- | ----- | ----- | --------- |
| 6 out | 21:30 | 'Funvic/Taubaté' | 3–0    | Vôlei Guarulhos | 25–14 | 25–17 | 25–22 |       |       | 75–53 | 75–53     |
| 9 out | 19:30 | 'Funvic/Taubaté' | 3–0    | Vôlei Guarulhos | 25–20 | 25–21 | 25–22 |       |       | 75–63 | 75–63     |

Grupo C
| Data   | Hora  |                | Placar |                    | Set 1 | Set 2 | Set 3 | Set 4 | Set 5 | Total | Relatório |
| ------ | ----- | -------------- | ------ | ------------------ | ----- | ----- | ----- | ----- | ----- | ----- | --------- |
| 7 out  | 21:30 | 'Vôlei Renata' | 3–0    | Vôlei Itapetininga | 25–19 | 25–20 | 25–14 |       |       | 75–53 | 75–53     |
| 10 out | 21:30 | 'Vôlei Renata' | 3–0    | Vôlei Itapetininga | 25–15 | 25–16 | 25–21 |       |       | 75–52 | 75–52     |

### Final
| Data   | Hora  |                | Placar |                | Set 1 | Set 2 | Set 3 | Set 4 | Set 5 | Total  | Relatório |
| ------ | ----- | -------------- | ------ | -------------- | ----- | ----- | ----- | ----- | ----- | ------ | --------- |
| 13 out | 21:30 | Vôlei Renata   | 3-2    | Funvic/Taubaté | 26–24 | 22–25 | 19–25 | 25-20 | 23-21 | 115–74 | 105–106   |
| 16 out | 21:30 | Funvic/Taubaté | 1–3    | Vôlei Renata   | 25–23 | 21–25 | 18–25 | 17-25 |       | 81–73  | 81–98     |

## Premiação
| Campeonato Paulista de Voleibol Masculino de 2020 |
| ------------------------------------------------- |
| Vôlei Renata Campeão (1.º título)                 |